# Eriopyga trocas
Eriopyga trocas là một loài bướm đêm trong họ Noctuidae.